# Robinsonia evenia
Robinsonia evenia là một loài thực vật có hoa trong họ Cúc. Loài này được Phil. miêu tả khoa học đầu tiên năm 1856.